# Same Ol' Shit
 (mai 2023).
Singles de MC Ren
Mayday On The Frontline
(1993) Fuck What Ya Heard
(1993)
Same Ol' Shit est une chanson du rappeur MC Ren sortie en octobre 1993, issue de l'album Shock of the Hour.